# Amastigos caperatus
Amastigos caperatus is een borstelworm uit de familie Capitellidae.